# قانون 4 فبراير 1794
قانون 4 فبراير 1794 كان مرسومًا صادرًا عن الجمعية الوطنية الفرنسية ألغى العبودية في جميع المستعمرات الفرنسية.

## خلفية
في عام 1789، تأسست جمعية «أصدقاء السود» لإلغاء العبودية في فرنسا. كانت هذه الجمعية أكثر تطرفًا من منظمات مماثلة في بريطانيا، إذ سعت إلى إلغاء العبودية بدلًا من مجرد الحد من تجارة الرقيق. أخفقت الجمعية في النهاية في تحقيق هذا الهدف واعتبرها المؤرخون الحديثون فاشلة. في بداية الثورة الفرنسية، اقترح إجراء لإلغاء العبودية تم التخلي عنه بسبب معارضة النبلاء. في عام 1790، أكد المجلس الوطني دعمه لنظام العبودية.
كانت مستعمرة سانت دومانغ في غاية الأهمية للاقتصاد الفرنسي. شهدت ثورة العبيد في عام 1791 سيطرة على أجزاء كبيرة من المستعمرة، وفي عام 1793، هددت بريطانيا بغزو المستعمرة، في حين كانت إسبانيا تخوض حربًا غير معلنة من سانتو دومينغو. أدت هذه الصراعات الداخلية والخارجية إلى إلغاء تدريجي للعبودية في سانت دومانغ. في البداية، خلال تدمير مدينة كاب في يونيو 1793، كان كان بإمكان العبيد الذين سيقاتلون إلى جانب المفوضين سونثوناكس وبولفيريل الحصول على حريتهم. ثم، في 27 أغسطس 1793، حرر بولفيريل أيضًا، في مقاطعة الغرب، العبيد الذين كانوا يعملون في المزارع التي لم يكن فيها أسياد بعد ذلك. في 29 أغسطس 1793، ألغى سونثوناكس العبودية في مقاطعة الشمال. حرر بولفيريل تدريجيًا عبيدًا آخرين في مقاطعتي الغرب والجنوب، وفي 31 أكتوبر 1793، أعلن إلغاء العبودية فيهما أيضًا.
كانت تلك خطوة استراتيجية لتعزيز قضية الجمهورية الفرنسية ضد إسبانيا وبريطانيا، حيث كانت العبودية قانونية في المستعمرات الخارجية لكلتا الدولتين. لم تحظ تلك النشرات بترحيب شامل حتى بين السكان العبيد في سانت دومانغ. شك توسان لوفتور، الذي كان عبدًا سابقًا وقاتل مع الإسبان في ذلك الوقت، في صدقها. بدأ لوفتور بالضغط على الإسبان لإصدار إعلان مماثل.

## التشريع
أرسل سونثوناكس مبعوثين إلى باريس للدعوة إلى تحرير العبيد. رغم إلقاء معارضي سونثوناكس القبض على المبعوثين لفترة وجيزة، إلا أنهم استقبلوا بحرارة في الجمعية الوطنية، حيث عبروا عن مبررات إعلانهم السابق من النواحي العملية والأخلاقية. بعد خطبهم، صرخ جان فرانسوا ديلاكروا «لا ينبغي تشويه المؤتمر بنقاش طويل»، وهكذا أقر المؤتمر القانون وسط التهليل.
يشير القانون كالآتي:
تعلن الجمعية الوطنية إلغاء العبودية في جميع المستعمرات: وبالتالي، تقرر أن جميع الرجال، دون تمييز بسبب اللون، المقيمين في المستعمرات، هم مواطنون فرنسيون، ومستحقون للاستمتاع بجميع الحقوق المضمونة بموجب الدستور. يُحال الأمر إلى لجنة الأمانة العامة لأن تقدم تقريرًا فوريًا حول التدابير التي يجب اتخاذها لتنفيذ القرار.

## التأثير

### في المستعمرات الفرنسية
بعد صدور القانون، أرسلت لجنة الأمانة العامة 1,200 جندي إلى المستعمرات الكاريبية التابعة لفرنسا لفرض تنفيذه. استعادوا جزيرة غوادلوب من تحالف بريطاني وملكي فرنسي، واستخدموها كقاعدة لاستعادة جزر أخرى. نجح القانون في جلب دعم السود لقضية الجمهورية الفرنسية، الأمر الذي أفادهم كثيرًا. قد يكون القانون أثر في قرار توسان لوفتور بالانتقال من جانب الإسبان إلى الجمهورية الفرنسية، إلا أنه من غير الواضح ما إذا كان على علم بهذا القانون في وقت مبكر كافٍ لتأثيره على قراره. لم يُحدث تنفيذ القانون تغييرًا في الظروف المادية دائمًا. في غوادلوب، قيدت القوانين ضد العيارة العبيد السابقين بالمزارع ولم تدفع لهم الأجور التي كانوا مستحقين لها بموجب القانون. في سانت دومانغ أيضًا، حاول الجمهوريون الحفاظ على المزارع، مما تسبب في صدام مع العبيد الجدد الذين كانوا يرغبون في الحصول على حكم ذاتي.